# Хокейні ігри Oddset 2012
Хокейні ігри Oddset 2012 — міжнародний хокейний турнір у Швеції в рамках Єврохокейтуру, проходив 9—12 лютого 2012 року у Стокгольмі. Матч Фінляндія — Росія відбувся у Гельсінкі на Олімпійському стадіоні, який вміщує 39 тисяч глядачів, а на даному матчі були присутні 25.036 глядачів.

## Результати та таблиця
| 1 | Швеція    | ~        | 1:2 бул. | 4:1 | 3:1 | 3 | 2 | 0 | 1 | 0 | 8:4 | 7 |
| 2 | Чехія     | 2:1 бул. | ~        | 4:0 | 0:7 | 3 | 1 | 1 | 0 | 1 | 6:8 | 5 |
| 3 | Росія     | 1:4      | 0:4      | ~   | 2:0 | 3 | 1 | 0 | 0 | 2 | 3:8 | 3 |
| 4 | Фінляндія | 1:3      | 7:0      | 0:2 | ~   | 3 | 1 | 0 | 0 | 2 | 8:5 | 3 |

М — підсумкове місце, І — матчі, В — перемоги, ВО — перемога по булітах або у овертаймі, ПО — поразка по булітах або у овертаймі, П — поразки, Ш — закинуті та пропущені шайби, О — очки

## Найкращі бомбардири
| М | Гравець           | Збірна    | І | Г | П | О |
| - | ----------------- | --------- | - | - | - | - |
| 1 | Янне Песонен      | Фінляндія | 3 | 3 | 0 | 3 |
| 2 | Ніклас Даніельсон | Швеція    | 3 | 2 | 1 | 3 |
| 3 | Юхаматті Аалтонен | Фінляндія | 2 | 1 | 2 | 2 |
| 4 | Якуб Накладал     | Чехія     | 3 | 1 | 2 | 3 |
| 5 | Петр Недвед       | Чехія     | 3 | 2 | 0 | 2 |

## Найкращі воротарі
| М | Гравець         | Збірна    | ЧНЛ    | ПШ | %ВК    | ША |
| - | --------------- | --------- | ------ | -- | ------ | -- |
| 1 | Ніко Ховінен    | Фінляндія | 60:00  | 0  | 100.00 | 1  |
| 2 | Віктор Фаст     | Швеція    | 120:00 | 2  | 96.15  | 0  |
| 3 | Юхан Густафссон | Швеція    | 65:00  | 1  | 95.45  | 0  |
| 4 | Михайло Бірюков | Росія     | 120:00 | 4  | 92.00  | 1  |
| 5 | Йоні Ортіо      | Фінляндія | 60:00  | 3  | 91.67  | 0  |

## Найкращі гравці турніру
| Воротар  | Віктор Фаст       |
| Захисник | Маттіас Екгольм   |
| Нападник | Юхаматті Аалтонен |

## Команда усіх зірок
| Воротар  | Віктор Фаст       |
| Захисник | Оссі Вяянянен     |
| Захисник | Маттіас Екгольм   |
| Нападник | Юхаматті Аалтонен |
| Нападник | Ніклас Даніельсон |
| Нападник | Євген Кузнецов    |